# Mao He
Mao He är ett vattendrag i Kina. Det ligger i storstadsområdet Shanghai, i den östra delen av landet, omkring 42 kilometer sydväst om den centrala stadskärnan.
Genomsnittlig årsnederbörd är 1 729 millimeter. Den regnigaste månaden är juni, med i genomsnitt 295 mm nederbörd, och den torraste är november, med 71 mm nederbörd.